# Альвек, Иосиф Соломонович
Пи́нхус-Ио́сиф Соломо́нович Израиле́вич, известный под литературными псевдонимами Альвек (Иосиф Альвек, И. Альвек)  и Альвэк (1895 — предп. 1943) — русский поэт.

## Биография
Родился в 1895 году в семье работников Китайско-восточной железной дороги. Творческий путь начал в Харбине, где в 1921—1922 годах под собственным именем опубликовал два выпуска стихов «Браслет горизонта». Работал в редакции газеты «Путь» в Чите, его фельетоны под псевдонимом «Дэль» печатались в различных дальневосточных газетах. Примыкал к кругу поэтов-футуристов и печатался в журнале футуристов «Творчество» с Николаем Асеевым и Сергеем Третьяковым. Называл себя поэтом-оригиналистом. 
Был близок с Велимиром Хлебниковым в последние годы его жизни и считал себя его душеприказчиком. В 1926 году опубликовал поэму Хлебникова «Настоящее» под одной обложкой с собственными стихами и хлебниковской библиографией, составленной Владимиром Силловым. В 1927 году за свой счёт напечатал брошюру, в которую вошли стихотворения Хлебникова «Всем» и «Ночной бал», несколько стихотворений Альвека и два публицистических материала: памфлет Альвека «Нахлебники Хлебникова» и «Открытое письмо Маяковскому» художника Петра Митурича, — смысл которых сводился к обвинениям Маяковского и Николая Асеева в плагиате у Хлебникова. Эпизод столкновения Альвека с Маяковским описан в воспоминаниях Варлама Шаламова:

На первой читке поэмы «Хорошо» в Политехническом музее народу было, как всегда, много. Чтение шло, аплодировали дружно и много. Маяковский подходил к краю эстрады, сгибался, брал протянутые ему записки, читал, разглаживал в ладонях, складывал пополам. Ответив, комкал, прятал в карман. 

Внезапно с краю шестого ряда встал человек — невысокий, темноволосый, в пенсне. 

— Товарищ Маяковский, вы не ответили на мою записку. 

— И отвечать не буду. 

Зал загудел. Желанный скандал назревал. Казалось, какой может быть скандал после читки большой серьёзной поэмы? Что за притча? 

— Напрасно. Вам бы следовало ответить на мою записку. 

— Вы — шантажист! 

— А вы, Маяковский, — но голос человека в пенсне потонул в шуме выкриков: «Объясните, в чём дело». 

Маяковский протянул руку, усилил бас. 

— Извольте, я объясню. Вот этот человек, — Маяковский протянул указательный палец в сторону человека в пенсне. Тот заложил руки за спину. — Этот человек — его фамилия Альвэк. Он обвиняет меня в том, что я украл рукописи Хлебникова, держу их у себя и помаленьку печатаю. А у меня действительно были рукописи Хлебникова, «Ладомир» и кое-что другое. Я все эти рукописи передал в Праге Роману Якобсону, в Институт русской литературы. У меня есть расписка Якобсона. Этот человек преследует меня. Он написал книжку, где пытается опорочить меня. 

Бледный Альвэк поднимает обе руки кверху, пытаясь что-то сказать. Из рядов возникает неизвестный человек с пышными русыми волосами. Он подбирается к Альвэку, что-то кричит. Его оттесняют от Альвэка. Тогда он вынимает из кармана небольшую брошюрку, рвет её на мелкие куски и, изловчившись, бросает в лицо Альвэку, крича: 

— Вот ваша книжка! Вот ваша книжка!

В конце 1930-х годов зарабатывал сочинением текстов для эстрадных песен. Одним из таких текстов стали новые слова для известного танго Ежи Петерсбурского «Последнее воскресенье» для версии, записанной в 1937 году джазовым оркестром Александра Цфасмана и его постоянным солистом певцом Павлом Михайловым, — получившаяся песня «Утомлённое солнце» стала одним из самых знаменитых произведений советской эстрады середины XX века.
Автор слов песен Александра Цфасмана «В дальний путь», «Случайная встреча», «Надёжный друг», «Расставание» и других, Зиновия Компанееца «Песня Парка культуры и отдыха» (1935).

## Публикации
- Иосиф Израилевич. Браслет горизонта. Выпуск 1-й. Харбин—Владивосток, 1921. — 16 с.[8]
- Иосиф Израилевич. Браслет горизонта. Выпуск 2-й. Харбин—Владивосток, 1922. — 11 с.
- Настоящее: Поэма / В. Хлебников. Стихи / Альвэк. Библиография [произведений В. Хлебникова, 1908—1925] / В. Силлов. — М.: Изд. В. В. Хлебниковой, 1926 (Тип. М. С. Самсонова). — 39 с. — Библиогр.: с. 29 — 38. — 2000 экз. (стереотипное переиздание — Berkeley, Calif.  Berkeley Slavic Specialities, 1982).
- Всем; Ночной бал / В. Хлебников. Нахлебники Хлебникова: Маяковский — Асеев / Альвэк; Рис. на обл. П. Митурича. — М.: Изд. автора, 1927 (Тип. пром.-кооп. т-ва «Новый печатник»). — 29, [1] с. — В кн. включено также: Митурич П. Открытое письмо Маяковскому; Альвэк. Стихотворения. — 2000 экз.
- Зиновий Компанеец. Песня Парка культуры и отдыха: Для голоса с фортепиано / Слова Альвэк. — М.: Цедрам, 1935. — 4 с.